# Porthidium
Porthidium – rodzaj jadowitych węży z podrodziny grzechotników (Crotalinae) w rodzinie żmijowatych (Viperidae).

## Zasięg występowania
Rodzaj obejmuje gatunki występujące w Ameryce (Meksyk, Belize, Gwatemala, Salwador, Honduras, Nikaragua, Kostaryka, Panama, Kolumbia, Wenezuela i Ekwador). 

## Systematyka

### Etymologia
- Porthidium: być może gr. πορθεω portheō „niszczyć, łupić”[7]; οφιδιον ophidion „wężyk, mały wąż”, zdrobnienie od οφις ophis, οφεως opheōs „wąż”[8].
- Thanatos: gr. θανατος thanatos „śmierć”[9]. Gatunek typowy: Thanatos sutus Posada-Arango, 1889 (= Trigonocephalus lansbergi Schlegel, 1841).
- Thanatophis: gr. θανατος thanatos „śmierć”[9]; οφις ophis, οφεως opheōs „wąż”[8]. Nazwa zastępcza dla Thanatos Posada-Arango, 1889 ponieważ Posada-Arango błędnie uważał, że nazwa ta jest zajęta przez Thanatus Koch, 1837 (Arachnida).

### Podział systematyczny
Do rodzaju należą następujące gatunki:
- Porthidium arcosae
- Porthidium dunni
- Porthidium hespere
- Porthidium lansbergii
- Porthidium nasutum – żararaka nosoroga[10]
- Porthidium ophryomegas
- Porthidium porrasi
- Porthidium volcanicum
- Porthidium yucatanicum